# 1631 no Brasil
Esta é uma cronologia dos acontecimentos do ano de 1631 no Brasil.

## Eventos
- Em andamento (1580-1640): Dinastia Filipina em Portugal (período da chamada "União Ibérica").
- 12 de setembro: Batalha Naval dos Abrolhos.
- 24 de novembro: Olinda, então a cidade mais rica do Brasil Colônia, é saqueada e incendiada pelos holandeses, ficando em ruínas.
- 5 de dezembro: Frota holandesa chega à Paraíba.

## Mortes
- Salvador Correia de Sá, o Velho, nobre e militar português, que ocupou por duas vezes o cargo de governador-geral do Rio de Janeiro (n. 1547).[1]